# Rivière Bonaventure (baie des Chaleurs)
Pour les articles homonymes, voir Rivière Bonaventure.
Ne doit pas être confondu avec Rivière-Bonaventure.
La rivière Bonaventure est une rivière coulant dans la région administrative de la Gaspésie-Îles-de-la-Madeleine, au Québec, au Canada. Le cours de la rivière traverse les municipalités régionales de comté de :
- MRC de La Haute-Gaspésie : territoire non organisé du Mont-Albert (cantons de Bonnécamp et de Walbank) ;
- MRC de Bonaventure : dans le canton de Mourier, Reboul et Garin du territoire non organisé de Rivière-Bonaventure et la ville de Bonaventure.

La rivière Bonaventure se jette dans le barachois de Bonaventure sur la rive nord de la baie des Chaleurs. Cette dernière baie s'ouvre vers l'Est sur le golfe du Saint-Laurent.

## Étymologie
Les Micmacs appelaient la rivière Bonaventure, la « Wagamet », ou eau claire. 
Le nom de la rivière est à rapprocher avec la paroisse avoisinante de Saint-Bonaventure, du fait que l'île Bonaventure a été colonisée par les franciscains récollets, ceux-ci rendant hommage à saint Bonaventure.
Le toponyme « Rivière Bonaventure » a été officialisé le 5 décembre 1968 par la Commission de toponymie du Québec.

## Présentation
La limpidité de son eau en fait l’une des belles rivières à saumon atlantique et omble de fontaine du Québec par ses résultats de pêche, et l’une des plus agréables rivières canotables en Amérique du Nord. Depuis 1980, avec l’avènement de la loi sur les zones d’exploitation contrôlée (Zec), la gestion de l'activité de pêche sportive au saumon a été léguée à l'association des pêcheurs sportifs de la Bonaventure. Elle procure du travail à plus de 50 personnes de la région, dont 20 emplois directs. 
Chaque année plusieurs milliers d’amateurs fréquentent la rivière soit pour pêcher, soit pour  faire du canot ou du kayak ou simplement contempler la nature. Chaque année, plus de 20 000 plaisanciers descendent la rivière à bord d'embarcations non motorisées.
La rivière prend sa source dans le massif des Chic-Chocs, à 662 m d'altitude et à une dizaine de kilomètres (en ligne directe) au nord d'un petit lac du même nom. Encaissée dans le relief sur la majeure partie de son trajet, elle capte notamment les eaux de la rivière Bonaventure Ouest, sur la rive droite, à 182 m d'altitude, et, sur la rive gauche, celles de six affluents mineurs dont la rivière Garin, jusqu’à son embouchure dans la baie des Chaleurs, la rivière Bonaventure d’une longueur de 115 kilomètres offre des paysages des plus diversifiés, un débit constant et des rapides de classe I à III.
Les chemins d'accès sur la Bonaventure sont assez bien indiqués et entretenus sur la portion aval de la rivière, soit de la baie des Chaleurs jusqu'à l'embouchure de la rivière Bonaventure Ouest au km 65 (aussi nommée Big Ouest). Par contre, les chemins d'accès sur la partie amont de la rivière (du km 115 à 65) ne sont pas entretenus et cette portion de la rivière est difficile d'accès, tant au niveau navigation que de qualité de route.

## Géographie
La rivière Bonaventure prend sa source de ruisseaux de montagne dans le canton de Bonnéchamp, dans les Monts Chic-Chocs (faisant partie des Monts Notre-Dame), dans le Réserve faunique des Chic-Chocs en zone forestière à une altitude de 662 m.
Cette source de la rivière Bonaventure est située sur le versant sud de la ligne de partage des eaux d'une série de sommets dont le plus haut atteint 867 m ; le versant Nord est drainé par le ruisseau Miller (affluent de la rivière York) ; le versant Est, par la rivière Saint-Jean (Gaspé) ; le versant Sud-Ouest, par la rivière Bonaventure Ouest ; et le versant Ouest, par la rivière des Béland (rivière Madeleine) (affluent de la rivière Madeleine).
Cette source de la rivière Bonaventure est située à :
- 1,2 km à l'ouest de la limite Ouest du canton de Holland ;
- 0,9 km à l'ouest du cours de la rivière Saint-Jean (Gaspé) ;
- 7,4 km au sud-ouest du centre-ville de Murdochville ;
- 96,1 km au nord de l'embouchure du barachois, à la confluence de la « rivière Bonaventure ».

Dans son cours vers le Sud, la rivière Bonaventure coule sur 152,9 km, selon les segments suivants :
Cours supérieur de la rivière (segment de 31,2 km)
- 2,8 km vers le sud-est dans le canton de Bonnécamp, jusqu'à une centaine de mètres de la limite du canton de Holland ;
- 7,4 km vers le sud-ouest, jusqu'à la confluence d'un ruisseau (venant du nord-ouest) ;
- 0,9 km vers le sud-est, jusqu'à la limite nord du canton de Walbank ;
- 2,4 km vers le sud-est dans le canton de Walbank, jusqu'à la limite Nord du Lac Bonaventure ;
- 1,1 km vers le sud, en traversant le lac Bonaventure (longueur : 1,2 km ; altitude : 402 m), jusqu'à son embouchure (située au sud) ;
- 10,1 km vers le sud, jusqu'à la confluence d'un ruisseau (venant de l'ouest) ;
- 6,6 km vers le sud, jusqu'à la limite nord du canton de Mourier.

Cours intermédiaire de la rivière (segment de 58,2 km) de (canton de Mourier et Reboul)
À partir de la limite du canton de Walbank et de Mourier, la rivière Bonaventure coule sur :
- 15,6 km vers le sud-est dans le canton de Mourier, jusqu'à la confluence d'un ruisseau (venant du Nord-Ouest) ;
- 7,7 km vers le sud-est, jusqu'à la confluence du ruisseau Bluebell (venant de l'est) ;
- 1,6 km vers le sud, jusqu'à la limite nord du canton de Reboul ;
- 2,0 km vers le sud dans le canton de Reboul, en formant un S en début de segment, jusqu'à la confluence du ruisseau Cotton (venant du nord-est) ;
- 7,1 km vers le sud, puis vers l'Ouest, jusqu'à la confluence d'un ruisseau (venant du sud-est) ;
- 5,6 km vers le sud-ouest, en formant deux boucles, jusqu'à la confluence de la rivière Bonaventure Ouest (venant du Nord-Ouest) ;
- 4,3 km vers le sud-est, jusqu'à la confluence de la Rivière Reboul (venant du Nord-Est) ;
- 2,5 km vers le sud, jusqu'à la confluence d'un ruisseau (venant du nord-ouest) ;
- 5,0 km vers le sud, jusqu'à la limite Nord du canton de Garin ;
- 6,8 km vers le sud-ouest dans le canton de Garin, jusqu'à la limite Est du canton de Robidoux.

Cours intermédiaire de la rivière (segment de 47,8 km) (en aval de la confluence de la rivière Reboul
À partir de la limite des cantons de Garin et de Robidoux, la rivière Bonaventure coule sur :
- 12,6 km vers le sud dans le canton de Reboul, jusqu'à la limite Nord du canton de Garin ;
- 6,6 km vers le sud-ouest, jusqu'à la confluence de la rivière Garin (venant de l'est) ;
- 6,6 km vers l'ouest, puis le Sud-Ouest, jusqu'à la confluence de la rivière La Petite Ouest (venant du nord) ;
- 3,9 km vers le sud, jusqu'à la limite du canton de Hamilton ;
- 1,4 km vers le sud dans le canton de Hamilton, jusqu'à la limite de la municipalité de Saint-Alphonse (Québec) ;
- 11,1 km vers le sud-est, soit un segment serpentant et formant la limite entre la municipalité de Saint-Alphonse (Québec) et Saint-Élzéar ;
- 5,6 km vers le Sud, dans Saint-Élzéar, jusqu'à la confluence de la rivière Hall (rivière Bonaventure).

Cours inférieur de la rivière (segment de 15,7 km)
À partir de la confluence de la rivière Hall (rivière Bonaventure), la rivière Bonaventure coule sur :
- 6,0 km vers le sud, segment marquant la limite entre la municipalité de Saint-Elzéar (Bonaventure) et Bonaventure ;
- 1,7 km vers le sud-ouest, jusqu'à la confluence du ruisseau Jaune (venant de l'Ouest) ;
- 1,4 km vers le sud-est, jusqu'à au pont de la "route de la rivière » ;
- 3,7 km vers le sud, en croisant successivement l'île de la rivière Hall, l'île de la Fourche, l'île Formento et l'île des Sapins, jusqu'à un pont routier, jusqu'au pont du chemin de fer du Canadien National ;
- 1,4 km vers l'ouest, croissant trois îles dont l'île Arsenault, jusqu'au pont de la route contournant le barachois par le Nord-Est et traversant sur les trois îles précédentes ;
- 0,8 km vers le sud, jusqu'au pont de la route 132 dont le terrassement coupe le barachois en deux parties ;
- 0,7 km vers le sud, jusqu'à l'embouchure du barachois de Bonaventure.

La rivière Bonaventure contourne l'île des Chardons et se déverse sur la rive nord du barachois de Bonaventure, lequel s'ouvre par le Sud sur la rive nord de la Baie-des-Chaleurs. Ce barachois est traversé d'Est en Ouest par la route 132 laquelle longe le littoral Nord de la Baie-des-Chaleurs.
L'embouchure du barachois est délimitée par une bande de terre de 1,1 km s'avançant vers le nord-ouest à partir du hameau « Bonaventure-Est » et une autre pointe de terre s'avançant vers l'est sur 1,3 km à partir du centre-ville de Bonaventure jusqu'à la Pointe de Beaubassin. L'embouchure du barachois est située à :
- 2,5 km au nord-est du ruisseau Cullens ;
- 6,8 km à l'est de la confluence de la rivière Saint-Siméon (Baie-des-Chaleurs) ;
- 26,1 km à l'ouest de la confluence de la rivière Paspébiac[5].